# Китаєцентризм
Китаєцентризм (англ. Sinocentrism; яп. 中華思想, 華夷思想; кит.: 中国中心主义) — світоглядна система у Східній Азії, за якою у цілому світі, наповненому «варварами», лише Китай є центром цивілізації, культури і філософії, а також головним просвітником «варварських» народів. Ця система обґрунтовувала провідну роль Китаю в регіоні і світі впродовж двох останніх тисячоліть.
Основи китаєцентричного світогляду були закладені наприкінці династії Чжоу і остаточно оформилися в епоху династії Хань. Вони були тісно пов'язані з конфуціанством і концепцією Піднебесної. Початковий етноцентричний характер китаєцентризму змінився на імперський, після завоювання Китаю монголами і створення династії Юань.
Сусідні Китаю «варварські» народи і держави наслідували китаєцентризм, створивши власні мікрокитаєцентричні системи (кит.: 小中華思想) в Кореї, Японії і В'єтнамі (див. зокрема Сонно дзьої). Відголоском китаєцентризму була система ярликів на Русі, впроваджена Золотою Ордою.
Китаєцентрична система була основою міжнародних відносин у Східній Азії до середини 19 століття. До її розвалу спричинилися держави Заходу, які розпочали колонізацію Азії та проникнення в Китай.
Протягом століть і навіть тисячоліть основою зовнішньої політики Китаю був китаєцентризм, тобто уявлення про те, що в усьому світі є тільки одна ідеальна держава — Китай, який розташований у центрі Всесвіту, а всі інші країни населяють варвари, оскільки їхній економічний, політичний і культурний розвиток стоїть на нижчому рівні. Тому однією з головних цілей правителів Китаю вважалося «перетворення варварів», прилучення їх до китайської цивілізації. Протягом тривалого часу китайськими панівними колами проводилася цілеспрямована політика з укорінення цих уявлень серед простого народу. У результаті китайці просто не могли собі уявити, що у світі може бути ще хоча б одна країна, яка дорівнює Китаю за потужністю та розвитку, тим більше — перевершує його.